# Mamaia (film)
Pour la ville roumaine, voir Mamaia.
Pour plus de détails, voir Fiche technique et Distribution.
Mamaia est un film français réalisé par José Varela et sorti en 1967.

## Synopsis
Samedi matin, à Bucarest en Roumanie, c'est le jour du mariage de Nana, une très jolie jeune femme. Mais, avant le mariage, Nana décide d'aller seule faire un tour sur la plage de Mamaia, la station balnéaire proche. À Mamaia, elle rencontre un groupe de rock français sympathique, « Les Jets », avec lesquels elle chante et danse, sensible en particulier au charme du chauffeur, Balthazar. Après deux jours passés à faire la fête, elle comprend qu'elle n'intéresse pas Balthazar, et retourne vers son fiancé, Stephan. Le gentil Stephan lui dit qu'ils se marieront le week-end suivant.

## Fiche technique
- Titre : Mamaia
- Réalisation : José Varela, assisté de Pascal Aubier
- Scénario et dialogues : José Varela et Serge Ganz
- Photographie : Patrice Pouget
- Musique : Henri Boutin
- Son: Luc Perini, Michel Fano
- Montage : Brigitte Dornès[1]
- Production : Pierre Braunberger, Claude Lelouch, Jacques Braley, Jacques Bar
- Sociétés de production : Les Films de la Pléiade - Les Films 13 - Cité Films
- Format : Couleurs - 35 mm - 1,66:1
- Genre : comédie dramatique
- Tournage : du 29 juillet au 3 septembre 1966
- Pays de production :  France
- Durée : 95 minutes
- Date de sortie : France - 24 mai 1967

## Distribution
- Adriana Bogdan[2] : Nana
- Jean-Pierre Kalfon : Balthazar
- Cristea Avram : Stephan
- Pascal Aubier : le manager
- Les Jets[3] : Claude Ayramdjian, Christian Bertocchi, Henri Boutin, Gilbert Einaudi

## Appréciation critique
« Juxtaposition d'éléments disparates, à mi-chemin des certitudes et des compromis, Mamaia pourrait bien être l'esquisse d'un film à venir où l'auteur aurait définitivement franchi le pas des irrésolutions passagères. »

— Patrick Bensard, Cahiers du cinéma n° 191, juin 1967

## Récompense
Mamaia a obtenu le Grand Prix du Festival international d'Hyèresen 1967.